# Azincourt
Azincourt – miejscowość i gmina we Francji, w regionie Hauts-de-France, w departamencie Pas-de-Calais, niedaleko od miasta Hesdin.
Według danych na rok 1990 gminę zamieszkiwało 250 osób, a gęstość zaludnienia wynosiła 30 osób/km² (wśród 1549 gmin regionu Nord-Pas-de-Calais Azincourt plasuje się na 970. miejscu pod względem liczby ludności, natomiast pod względem powierzchni na miejscu 431.).
W 1415 roku w czasie wojny stuletniej w bitwie pod tą miejscowością zwycięstwo nad wojskami francuskimi odniosła armia angielska pod wodzą króla Henryka V.